# Економічна система
Економі́чна систе́ма — сукупність усіх видів економічної діяльності людей у процесі їх взаємодії, спрямованої на
- виробництво,
- обмін,
- розподіл
- споживання товарів і послуг,
- регулювання економічної діяльності.

Господарська діяльність в економічній системі завжди виявляється організованою, скоординованою тим чи іншим чином, тому економічна система має складну структуру, яка утворюється в процесі взаємодії окремих елементів, якими є:
- продуктивні сили,
- техніко-економічні та організаційно-економічні відносини,
- виробничі відносини або відносини економічної власності,
- господарський механізм.

В основі розвитку людського суспільства лежить виробництво матеріальних і духовних благ, інших цінностей, цілісна сукупність яких забезпечує умови життєдіяльності людини. Будь-яке суспільство, особливо високорозвинуте сучасне, являє собою соціальну систему.
Соціальна система - це складноорганізована впорядкована цілісність, що включає окремих індивідів та соціальні спільноти, які об'єднані різноманітними зв'язками і взаємовідносинами, специфічними за своєю природою. Важливою підсистемою суспільства, основою соціальної системи є економічна система.
У ході виробництва, розподілу, обміну та споживання благ між учасниками цих процесів складаються і постійно вдосконалюються різноманітні за своїм змістом економічні відносини. Останнє виявляється через економічну поведінку суб'єктів господарювання. Конкретна історична сукупність економічних відносин, що відповідає системі продуктивних сил і взаємодіє з нею, розвивається на основі дії як об'єктивних економічних законів, так і суб'єктивних факторів, визначає сутність економічної системи суспільства. Отже, економічна система це сфера функціонування продуктивних сил і економічних відносин, взаємодія яких характеризує сукупність організаційних форм та видів господарської діяльності. Структурні ланки, що утворюють різноманітні економічні системи, за своїм змістом неоднорідні. Вони поєднують у собі загальні та специфічні, основні та похідні, нові, що народжуються, та відмираючі старі, перехідні та проміжні економічні форми, кожна з яких функціонує на основі спільної для всієї системи і разом з тим власної логіки розвитку.

## Риси
Характерними властивостями економічних систем є цілісність, емерджентність, динамічність економічність процесів, невизначеність щодо розвитку економічних процесів.
В сучасних економічних умовах структурні елементи системи характеризуються динамізмом, мінливістю, суперечністю розвитку. Цим визначається необхідність структурної диференціації складових ланок економічної системи суспільства, без якої неможливо пізнати об'єктивні закони та принципи її функціонування. Будь-яка економічна система характеризується ієрархічністю, прагне набути стану цілісності та органічності. Ієрархія системи визначається місцем її елементів в соціальній структурі та механізмом їх субординації.

### Взаємозв'язки
Тип взаємозв'язку елементів системи може бути «вертикальним» або «горизонтальним».
Вертикальна залежність виявляється у відносинах примусу, влади підкори, керованості підлеглості.
Горизонтальні зв'язки є партнерськими, добровільними, конкурентними. У соціальне орієнтованих економічних системах домінують саме партнерські взаємини. 

### Суб'єкти
Особливе місце в становленні, функціонуванні та розвитку економічної системи належить її суб'єктам як активній рушійній, перетворюючій силі. Кожний суб'єкт є носієм певних прав, обов'язків та відповідальності, які реалізує в процесі своєї функціональної діяльності.
Залежно від цього існують різноманітні класифікації економічних суб'єктів: індивід, колектив, держава; виробник (продавець), посередник, споживач (покупець); фізичні та юридичні особи; вітчизняні та іноземні; інституціональні (виробничі підприємства, банки, біржі) тощо.
Наявність не тільки необхідних, а й достатніх елементів для саморозвитку, самовідтворення, поліфункціональної діяльності системи характеризує її цілісність, самодостатність. Ознака органічності системи вказує на внутрішню, родинно-генетичну єдність, чистоту, нечужинність її елементів. 

### Органічність
Чим більше в економічній системі перехідних, змішаних явищ, форм та процесів, тим нижчий ступінь її органічності, чистоти. Таку тенденцію розвитку не слід розцінювати як однозначно негативну. Якщо в сучасних умовах взаємозалежність, взаємопереплетіння, конвергенція розвитку економічних систем збагачують, вдосконалюють одна одну це прогресивний процес. Економічна система характеризується різними сферами функціонування, рівнями господарювання її суб'єктів. Сучасна економічна система є не сукупністю індивідуальних господарств одного рівня, а складною субординованою системою трьох рівнів, що взаємодіють (рис. 3).
Розвиненість, взаємодія та взаємодоповнення економічних рівнів є запорукою стійкості, динамічності та ефективної результативності системи. Здатність комплексно, адекватно і своєчасно реагувати на зміни навколишнього середовища свідчить про мобільність економічної системи. Це, в свою чергу, є запорукою як макро, так і мікроекономічної рівноваги.

### Компоненти
Економічна система має три основні ланки, підсистеми: 
1. економічну структуру продуктивних сил суспільства,
2. систему економічних відносин і
3. механізм господарювання.

Продуктивні сили це система економічних факторів, які в процесі суспільного поділу праці забезпечують перетворення навколишнього середовища, створюють блага для задоволення потреб людини і суспільства, визначають рівень продуктивності суспільної праці.
Економічні відносини являють собою сукупність соціально-економічних та організаційно-виробничих зв'язків між господарюючими суб'єктами в процесі виробництва, розподілу, обміну та споживання матеріальних благ, послуг і доходів.
Механізм господарювання узгоджує функціонування і розвиток ланок економічної системи, приводить у відповідність продуктивні сили і економічні відносини. Він являє собою сукупність конкретних форм господарювання, організаційно-інституціональних систем, методів та важелів регулювання економічних процесів.
Механізм господарювання втілює дію як суб'єктивних, так і об'єктивних факторів. 

Вплив суб'єктивних факторів визначається цілеспрямованою діяльністю людини та її суспільних утворень. 

Об'єктивні фактори означають незалежний від волі та свідомості людини, визначений дією економічних законів перебіг соціально-економічних процесів. Нехтування об'єктивними факторами, керованість у своїх діях суб'єктивними бажаннями і довільними рішеннями окремих посадових осіб призводить до волюнтаризму, гальмує розвиток системи. Проте об'єктивні закони виявляють себе і реалізуються через діяльність людей, суспільних інституцій, держави. Чим вищий ступінь пізнання економічних законів, відповідності соціально-політичної та економічної практики їхнім вимогам, тим поступовішим і прогресивнішим є розвиток суспільної системи.
Отже, механізм господарювання є сукупністю форм організації та управління суспільними діями економічних суб'єктів, спрямованих на реалізацію економічних законів. Центральне місце в економічній системі належить людині. Як головна продуктивна сила, уособлення економічних відносин, суб'єкт і об'єкт господарської діяльності, носій і реалізатор економічних потреб та інтересів вона поєднує і узгоджує функціонування всіх ланок економічної системи. Місце людини в суспільній ієрархії, можливість і форми її самореалізації зумовлюють характер економічної системи. Поліструктурність і поліфункціональність людини визначають двоїстий характер продуктивних сил. 

### Відносини
З одного боку, вони постають як натурально-речові, а з іншого як суспільні. З останніми пов'язане поняття технологічного способу виробництва, що відображує поєднання засобів праці з організацією виробництва. Перехід від одного технологічного способу виробництва до іншого відбувається завдяки якісним змінам у характері засобів праці, прогресу науки і техніки. Відповідно до свого двоїстого характеру продуктивні сили суспільства функціонують і як техніка та технологія, і як суспільний організм. Специфіка процесу праці людей полягає в тому, що одночасно відбувається [взаємодія] їх з природою і між собою з приводу виробництва.
У структурі продуктивних сил людині та її праці належить центральне місце не лише як найактивнішій складовій частині, а й як безпосередньому джерелу матеріально-речових елементів, що входять до їх складу. Це надзвичайно важливе теоретичне положення було доведено ще представниками класичної школи політичної економії А. Смітом і Д. Рікардо. Матеріально-речові засоби виробництва розглядаються двоїсто як матеріалізація праці людини і як знаряддя цієї праці. Як головний елемент засобів виробництва останні можуть реалізувати свою суспільну корисність лише в процесі використання їх у предметній діяльності людини. Поза таким споживанням вони виступають як потенційні структурні елементи виробництва.

### Продуктивні сили
Отже, за своїм змістом матеріально-речові продуктивні сили є органічним втіленням уречевленої й живої праці, функціональним поєднанням людини і засобів праці, що здійснюється у виробничому процесі. В ході виробничого споживання матеріально-речові продуктивні сили набувають нової якості перетворюються на продуктивну силу людини. Будь-який елемент матеріально-речових продуктивних сил завжди є безпосереднім продовженням природних сил людини, її енергетичного потенціалу. Використання енергії домашніх тварин і води, пари, електрики, токарного верстата, автоматизованих систем, транспортних засобів і сучасних комунікаційних структур, у тому числі космічних комплексів, слід розглядати як робочі органи людини, органічне продовження її фізичного уособлення та інтелекту. 

У цьому розумінні продуктивні сили є не лише результатом втілення минулої праці людини, а й безпосереднім енергетичним потенціалом її праці. Коли розглядаються продуктивні сили у зв'язку з працею людини, йдеться про продуктивну силу не індивідуальної, а суспільної праці. Такий підхід має історичну основу, адже процес відокремлення людини від тваринного світу йшов як процес утвердження не окремо взятого індивіда, а як частки виробничого колективу, племені, роду, а потім і суспільства. Констатація структурної двоїстості продуктивних сил суспільства має не тільки теоретичне, а й практичне значення. Проблема прискорення темпів зростання продуктивності праці не вичерпується розвитком техніки і технології. Виробничий досвід провідних зарубіжних фірм свідчить, що прямі інвестиції в основний капітал не завжди є визначальними. Є приклади, коли грошові вкладення зарубіжних фірм у живий капітал (людський фактор виробництва) та організацію виробничого процесу (управління, систему постачання й реалізації готової продукції, маркетинг тощо) у кілька разів перевищують інвестиції безпосередньо в техніку і технологію. Це досить стабільна тенденція розвитку. За даними спеціального кон'юнктурного огляду, інвестиції 400 провідних корпорацій США у живий капітал та організацію виробничого процесу досягали в окремі роки повоєнного періоду понад 80 %. Зрозумілою у зв'язку з цим стає інвестиційна політика, що склалася на Заході: вкладення в основний капітал, технічне і технологічне переоснащення виробництва може здійснюватися лише за умови створення відповідної організаційної структури і кваліфікаційного потенціалу виробничого персоналу всіх рівнів від робітника до президента виробничого об'єднання (корпорації). Потребує пріоритетної уваги перебудова організаційних ланок виробництва, без якої новітні техніка й технологія не дають необхідної віддачі, а в багатьох випадках навіть стають збитковими. Це підтверджує теоретичне положення про структурну двоїстість продуктивних сил суспільства при тому, що їхній матеріально-речовий зміст і заснована на суспільному поділі праці економічна форма їх організації діалектичне єдині.
Специфіка економічної системи суспільства визначається соціально-економічними виробничими відносинами, які мають складну і багатогранну структуру, що ґрунтується на відносинах власності. Власність визначає суспільний спосіб поєднання робочої сили з засобами виробництва та відповідні стосунки між людьми з приводу привласнення матеріально-речових елементів і результатів виробничого процесу. Одночасно відносини власності зумовлюють історичну специфіку суспільства, його соціальну структуру, панівну систему політичної та економічної влади.
Соціально-економічні відносини є цілісною, структурно субординованою системою, що постійно розвивається від простого до складного. Основою цього процесу є розвиток продуктивних сил суспільства, їхньої матеріально-речової та економічної структури. При цьому виробничі відносини можуть відігравати двоїсту роль: двигуна, що стимулює і прискорює розвиток продуктивних сил, або сили, що гальмує цей розвиток. Водночас кожна система соціально-економічних відносин має й відносну самостійність, яка формується на основі свідомої діяльності людини, що бере участь у процесі виробництва, розподілу, обміну і споживання створюваних цінностей. 

Отже, система соціально-економічних відносин формується і розвивається як система свідомо осмисленої функції людини, що органічно поєднує у своїй структурі об'єктивні й суб'єктивні чинники (див. ще: постмодернізм).

## Класифікація
Важливим питанням є класифікація економічних систем. Економічна система складне, багатоструктурне і поліфункціональне соціально-економічне явище.
В економічній літературі визначають різні моделі, типи економічних систем. Класифікація їх залежить від різних критеріїв.
Головними з них є домінуюча форма власності, технологічний спосіб виробництва, спосіб управління і координації економічної діяльності тощо. Поділ економічних систем за переліченими ознаками є певною мірою умовним.
Наприклад, поширеною є класифікація економічних систем за технологічним способом виробництва, рівнем розвитку продуктивних сил. Розрізняють 
- доіндустріальне суспільство економічну систему, в якій домінує ручна праця;
- індустріальне суспільство, основою якого є машинна праця;
- постіндустріальне суспільство, що ґрунтується на автоматизованій праці, оснащеній комп'ютерною інформацією.

Однак ці системи суттєво розрізняються і механізмом господарювання, і домінуючим об'єктом власності, і різноманітністю суб'єктів економічної діяльності.
Багатокритеріальним є поділ економічних систем на ринкові та адміністративно-командні системи. 
Ринкова економіка
Основними характерними рисами ринкової економіки є такі: різноманітність форм власності при домінуванні приватної, панування товарно-грошових відносин, свобода підприємництва, конкурентний механізм господарювання, матеріальне стимулювання, вільне ціноутворення, що ґрунтується на взаємодії попиту і пропозиції, регулююча економічна роль держави, особиста свобода, домінування індивідуального інтересу тощо. 
Адміністративна (командна, планова) економіка
Адміністративно-командна система заснована на пануванні державної власності, одержавленні народного господарства, відсутності конкуренції, директивному плануванні, неринкових господарських зв'язках, зрівняльному характері розподілу, ігноруванні законів товарно-грошового обігу, жорсткому ієрархічному підпорядкуванні суб'єктів господарювання, нерозвиненості або й відсутності ринкового менталітету тощо.
Останнім часом посилилися дискусії навколо понять «змішана» і «перехідна» економіка. Безперечно, це не тотожні поняття.
Змішана економічна система, яка характеризує сучасні розвинені країни, еволюціонувала з економіки чистого ринку, врахувала його недоліки і відмови.
Сучасні розвинені економічні системи характеризуються різноманітністю форм власності та господарювання, якісними зрушеннями у відносинах приватної власності, конкурентному механізмі, значною економічною роллю держави, прогнозуванням соціально-економічних процесів тощо.
Перехідна економічна система характерна для країн, які звільняються від недоліків адміністративно-командної системи. В таких умовах трансформаційні процеси відбуваються суперечливо, бурхливо, з гострими соціально-економічними потрясіннями, кризовими явищами. Саме таке становище характерне для сучасної України, інших країн, що утворились на терені колишнього СРСР, усіх країн, що відходять від командно-адміністративної моделі.
Для жодної країни немає однозначних і загальновизнаних шляхів розвитку та безболісних рецептів досягнення добробуту і прогресу.
Висновки:
Економічна система - це об'єктивна єдність закономірно пов'язаних між собою явищ і процесів економічного життя. Вона характеризується багатогранністю, усі її елементи перебувають в органічному взаємозв'язку один з одним і не існують поза її межами. Функціональна подібність до живого організму надає елементам економічної системи органічної цілісності. Цим дана система відрізняється від інших так званих сумарних систем.